# Reggio Emilia
Reggio Emilia (lat.: Regium Lepidi i Regium) grad je u sjevernoj Italiji, u talijanskoj regiji Emilia-Romagna u pokrajini Reggio Emilia. Grad ima oko 167.013 stanovnika i glavna je komuna (općina) u Provinciji Reggio Emilia.
Naziv grada se često izgovara i dužim nazivom Reggio nell'Emilia. Stanovnici grada se nazivaju Reggiani, a grad najčešće zovu samo Reggio. Na nekim drevnim kartama naziva se i Reggio di Lombardia.
Stari grad ima heksagonalni oblik gradskih zidina, te posjeduje zgrade i tornjeve iz 16. i 17. stoljeća.

## Povijest

### Antičko i srednje doba
Iako nema rimskih korijena, grad smješten u sjevernoj Italiji ima drevna antička značenja, njega je konstruirao rimski konzul Marcus Aemilius Lepidus uz rimsku cestu koja vodi od Piacenze do Riminija 182. godine prije Krista.
Grad je postao administrativno središte te je njegov "forum" izpočetka nazvan Regium Lepidi, a kasnije dobio je novo ime Regium od kojeg je i grad dobio današnje ime koje nosi. Godine 1002. Reggiin teritorij, zajedno s Parmom, Bresciom, Modenom, Mantovom i Farrarom, je pripojen pokrajini Toskani.

### Novije doba
Kada je gradova ekonomija počela rasti 1873. godine tako su i antički zidovi u gradu srušeni. Godine 1911. grad je imao populaciju od 70.000 stanovnika. Rasla je i snažna socijalistička tradicija.
Dana 7. srpnja Reggio je ugostio 13. Nacionalni kongres Talijanske socijalističke stranke. Kasnije su fašisti uveli strogi režim u grad zbog gradske tradicije. Dana 26. srpnja, 1943. godine režim je srušen talijanskim otporom u gradu.

## Poznati stanovnici
| - Ludovico Ariosto (pjesnik) - Vasco Ascolini (fotograf) - Stefano Baldini (atletičar) - Matteo Maria Boiardo (pjesnik) - Gino Bondavalli (boksač) - Paolo Borciani (violinst) - Ermanno Cavazzoni (pisac) - Raffaele Crovi (pisac) - Silvio D'Arzo (pisac) - Giuseppe Dossetti (političar) - Stanislao Farri (fotograf) |  | - Sonia Ganassi (operna pjevačica) - Luigi Ghirri (fotograf) - Nilde Iotti (političar) - Luigi Magnani (skupljač umjetnina) - Loris Malaguzzi (učitelj) - Hachim Mastour (nogometaš) - Maria Melato (glumica) - Natale Prampolini (senator) - Romano Prodi (ekonomist i političar) - Filippo Re (znanstvenik) - Serge Reggiani (glumac i pjevač) |  | - Meuccio Ruini (političar) - Angelo Secchi (znanstvenik) - Lazzaro Spallanzani (znanstvenik) - Ferruccio Tagliavini (operni pjevač) - Pier Vittorio Tondelli (pisac) - Romolo Valli (glumac) - Giovanni Battista Venturi (znanstvenik) - Ermete Zacconi (glumac) - Cesare Zavattini (pisac, slikar) - Zucchero (glazbenik) |

## Zbratimljeni gradovi
Reggio Emilia je zbratimljen sa:
| - Bydgoszcz, Poljska - Chişinău, Moldova - Cutro, Italija - Dijon, Francuska - Fort Worth in SAD |  | - Girona, Španjolska - Kragujevac, Srbija - Toluca, Meksiko - Zadar, Hrvatska - Rio Branco, Brazil |

## Galerija
- Piazza San Prospero.
- Gradska vijećnica.
- San Giorgio u Reggiu.

## Vanjske poveznice
- Službene turističke stranice  Arhivirana inačica izvorne stranice od 24. veljače 2007. (Wayback Machine) (engl.)